# Historia de Malta (película)
Historia de Malta (título original: Malta Story) es una película dramática británica de 1953 dirigida por Brian Desmond Hurst y protaognizada por Alec Guinness, Jack Hawkins y Anthony Steel.

## Argumento
Estamos en el año 1942. Hay una lucha por el dominio de Malta durante la Segunda Guerra Mundial y en ella los británicos se aferran a la isla porque es imprescindible para mantener abiertas las líneas de suministro de los aliados, mientras que la Luftwaffe tiene otros planes al respecto.
En este ambiente tiene lugar la relación amorosa entre un fotógrafo de la RAF y una joven autóctona.

## Reparto
| Actor          | Personaje                        |
| -------------- | -------------------------------- |
| Alec Guinness  | Teniente de vuelo Peter Ross     |
| Jack Hawkins   | Comodore de aire Commodore Frank |
| Anthony Steel  | Commandanta de ala Bartlett      |
| Muriel Pavlow  | Maria Gonzar                     |
| Renée Asherson | Joan Rivers                      |
| Hugh Burden    | Major Eden                       |
| Nigel Stock    | Giuseppe Gonzar aka Ricardi      |
| Reginald Tate  | Vice Admiral Payne               |

## Recepción
Hoy en día la película ha sido valorada en varios portales cinematográficos. En IMDb, con aproximandamente 2000 votos registrados, el filme obtiene una media ponderada de 6,5 sobre 10. En cuanto a Rotten Tomatoes, los más de 100 votos registrados en el portal dieron a la película una valoración media de 3,3 de 5. También cabe destacar, que en La Vanguardia el 56 % de los usuarios registrados allí le dieron una valoración positiva.